# Andeda
Andeda war eine antike Stadt in der Landschaft Pisidien im südlichen Kleinasien, 24 Kilometer nördlich des heutigen Korkuteli in der Türkei.
Von der Stadt ist außer Inschriften (darunter ein Grenzstein zum benachbarten Pogla) nichts erhalten. Die Stadt prägte vor und während der römischen Herrschaft Münzen. In den literarischen Quellen wird Andeda nur in der Spätantike als Bischofssitz erwähnt. Auf das Bistum geht das Titularbistum Andeda der römisch-katholischen Kirche zurück.